# Vattenbäraren i Sevilla
Vattenbäraren i Sevilla (spanska: El aguador de Sevilla) är en oljemålning av den spanske barockkonstnären Diego Velázquez. Den målades omkring 1620 och ingår i Wellington Collection och är utställd på Apsley House i London. En andra version målades ungefär samtidigt och ingår i samlingarna på Uffizierna i Florens.
Detta är ett tidigt verk av Velázquez då han fortfarande bodde i födelsestaden Sevilla (år 1623 flyttade han till Madrid där han sedermera blev den ledande konstnären vid Filip IV:s hov). I Sevilla målade Velázquez främst bodegónes som var vardagliga köks- eller värdshusscener med figurer och inslag av stilleben. Konstnärens mäktiga grepp om individuell karaktär och värdighet skänker åt denna bild något av den högtidliga stämningen i ritual. Här skildras en äldre man i trasiga kläder som bär ut vatten, en vanlig sysselsättning vid denna tidpunkt. Han räcker en ung pojke ett utsökt målat glas, men deras blickar möts aldrig. I bakgrunden anas ytterligare en man som dricker vatten ut en keramikkopp. Han är den enda mannen som möter betraktarens blick, vilket framgår tydligare i Florensversionen. Det barn som stod modell för målningen förekommer även i Lunchen (1617) och Gammal kvinna tillagar ägg (1618). 
Den caravaggistiska stilen märks på de närmast fotorealistiska detaljerna, den mörka bakgrunden och de starka kontrasterna mellan ljus och skugga, så kallad chiaroscuro. Det är dock okänt om Velázquez redan vid denna tid hade sett några målningar av Caravaggio.
Tavlan stals från den spanska kungens samling i Palacio del Buen Retiro av den retirerande Joseph Bonaparte som dock förlorade den till Arthur Wellesley, hertig av Wellington efter slaget vid Vitoria 1813. Den och ett 80-tal andra tavlor från den spanska kungens samling gavs senare av Ferdinand VII av Spanien till hertigen av Wellington och är därför idag utställda på Apsley House. 